# Dominique Borne
Pour les articles homonymes, voir Borne.
Dominique Borne, né le 8 mars 1939 à Valenciennes, est un historien et haut fonctionnaire français.

## Biographie

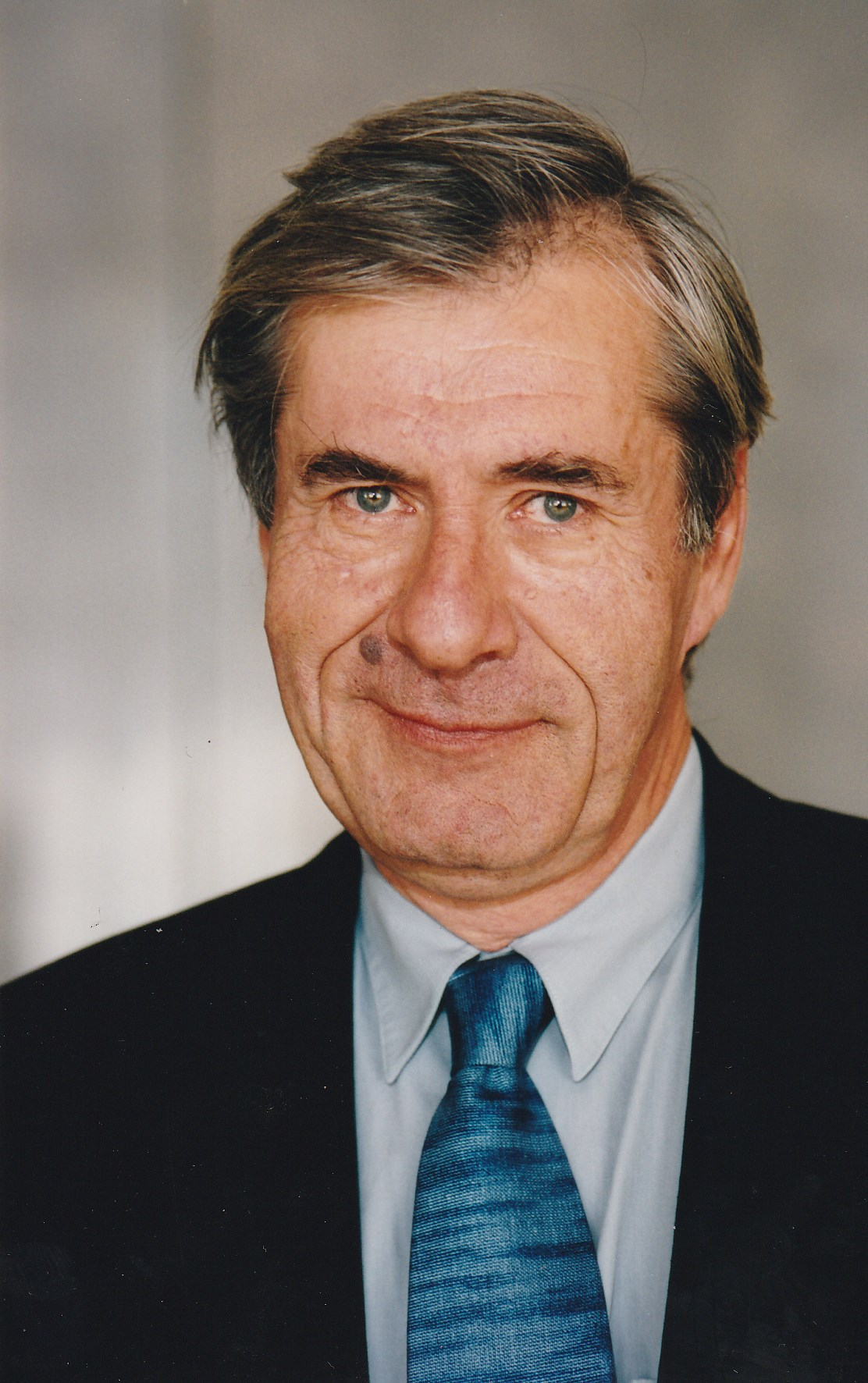
Dominique Borne au Festival international de géographie en 1999.

Fils du philosophe démocrate-chrétien Étienne Borne et de Marie Madeleine Bareau, il suit des études littéraires, obtient un diplôme d'études supérieures, et devient professeur agrégé d'histoire en Tunisie, avant de revenir en France et plus précisément à Marseille, avant d'être finalement nommé professeur de chaire supérieure au lycée Michel-Montaigne et au lycée Camille-Jullian de Bordeaux puis à Paris en classe de première supérieure au lycée Henri-IV, où ses enseignements portent sur l'histoire contemporaine générale, expérience sur laquelle il revient dans un article de l'ouvrage Printemps d'histoire. La khâgne et le métier d'historien.
En 1988, il est nommé inspecteur général de l'Éducation nationale, et devient doyen du groupe permanent et spécialisé d'histoire et de géographie, il s'intéresse notamment à l'enseignement de l'histoire et du fait religieux dans le cadre de la laïcité. Le 12 décembre 2002, le ministre Luc Ferry le promeut doyen de l'inspection générale de l'Éducation nationale, poste qu'il occupe jusqu'en 2005.
Il a également été président du Centre Edmond-Michelet de Brive (2001-2006), puis du conseil de direction de l’Institut européen en sciences des religions, placé auprès de l’École pratique des hautes études, de 2005 à 2013.
En 2003, il est élu correspondant de l'Académie de Nîmes.

## Travaux
Les recherches de Dominique Borne ont principalement été consacrées à l'histoire sociale et politique de la France au XXe siècle, à laquelle il a consacré plusieurs articles et ouvrages de synthèse. Son étude sur le poujadisme fait toujours figure de référence : selon Maurice Agulhon, son apport principal réside dans l'étude des mots et des gestes d'une révolte à dominante sociale.
En tant qu'inspecteur général, il s'est aussi intéressé à l'enseignement de l'histoire, notamment en classes préparatoires, à l'institution éducative, mais aussi à la laïcité et à la possibilité d'un enseignement du « fait religieux » dans l'enseignement public.

## Controverse
Dans une tribune publiée dans Le Monde du 30 août 2011, Claude Lanzmann évoque une circulaire de 2010 qui aurait insisté sur la nécessité de supprimer le terme Shoah des manuels scolaires. Selon Lanzmann, Dominique Borne y affirme : « Il faut bannir le mot “Shoah” des manuels, car c’est un mot étranger ». Mais cette circulaire n'a jamais existé, comme le rappellent le ministre Luc Chatel dans Le Monde du 5 septembre 2011 et la Fondation pour la mémoire de la Shoah dans un communiqué. Le nouveau programme pour les classes de première (2010) comporte une question sur « La Seconde Guerre mondiale : guerre d'anéantissement et génocide des Juifs et des Tsiganes ».
Dominique Borne, nommément mis en cause par Claude Lanzmann, souligne alors : « l'enseignant emploie le ou les termes qu'il souhaite ; à lui de l'expliquer et de le replacer dans le contexte de son apparition. » Il explique qu’il est nécessaire de « laïciser l'enseignement de la Shoah », ajoute que « si on fait du terme de Shoah un absolu, on s'interdit tout débat sur le sens des mots », et se dit « convaincu qu'il faut traiter de ces événements en raison, et de manière laïque ».
D'après  Le Monde, le rapport Obin est enterré à la suite d'un conseil de Dominique Borne au nouveau ministre de l'Éducation, François Fillon : « J’ai signalé au cabinet du ministre que ce rapport n’était pas un bon travail. Il tirait des conclusions générales d’une soixantaine de cas particuliers, ce qui est très peu ». Le rapport n'est publié qu’en mars 2005, à la suite de fuites dans la presse.

## Publications

### Histoire
- Petits Bourgeois en révolte ? Le mouvement Poujade, Paris, Flammarion, coll. « L'histoire vivante », 1977[9]
- Nouvelle histoire de la France contemporaine  (en collaboration avec Henri Dubief), t. 13 : La Crise des années 30, 1929-1938, Paris, Éditions du Seuil, coll. « Points. Histoire » (no 113), 1989, 322 p. (ISBN 2-02-010949-2)
- Histoire de la société française depuis 1945, Paris, Armand Colin, 1988
- « L'Europe dominante (1789-1914) », Histoire de l'Europe (Jacques Carpentier et François Lebrun, dir.), Paris, Le Seuil, 1990
- La Société française. Des années 30 à nos jours, Paris, La Documentation française, 1996
- « L'Europe réinvente la Méditerranée (1815-1945) », Histoire de la Méditerranée (Jacques Carpentier et François Lebrun, dir.), Paris, Le Seuil, 1998
- La Méditerranée (co-dir. avec Jacques Scheibling), Paris, Hachette, 2002

### Enseignement de l'histoire
- L'Enseignement de l'histoire en France, Paris, Universalia, 2001
- Apprendre et enseigner la Guerre d'Algérie et le Maghreb contemporain (co-dir. avec Jean-Louis Nembrini et Jean-Pierre Rioux), Versailles, CRDP, 2002
- « La coupole du Panthéon. Sur l'enseignement de l'histoire en khâgne », Printemps d'histoire. La khâgne et le métier d'historien. Pour Hélène Rioux, Paris, Perrin, 2004  — Mélanges en hommage à Hélène Rioux.
- La Loi et l'Histoire, Paris, Universalia, 2007
- Enseigner la vérité à l'école ?, Paris, Armand Colin, 2007
- « Faire connaître la Shoah à l'école »[10], 2011
- Quelle histoire pour la France ?, Paris, Gallimard, 2014

### Institution éducative
- Le Manuel scolaire. Rapport au ministre de l'Éducation nationale, Paris, La Documentation française, 1998
- L'Emploi du temps des élèves. Rapport au ministre de l'Éducation nationale (avec François Perret), Paris, La Documentation française, 2001
- Laïcité, Vérité, Enseignement (dir.), Dijon, CRDP, 2006
- Enseigner les faits religieux (codir. avec Jean-Paul Willaime), Paris, Armand Colin, 2007

### Autres publications
- Publications de l'Institut national de recherche pédagogique[1]
- Publications sur le site de l'IESR[11]